# Legenda o samotnym jeźdźcu
Legenda o samotnym jeźdźcu (tytuł oryg. The Legend of the Lone Ranger) − amerykańsko-brytyjski film fabularny z 1981 roku w reżyserii Williama A. Frakera, z Christopherem Lloydem i Klintonem Spilsbury'm obsadzonymi w rolach głównych. Film otrzymał trzy Złote Maliny oraz dwie nominacje do tej statuetki. Okazał się też porażką komercyjną; zyski z wyświetlania obrazu w kinach wyniosły dwanaście i pół miliona dolarów przy budżecie szacowanym na osiemnaście milionów USD. Odtwórca tytułowej roli, debiutujący aktor Klinton Spilsbury, po występie w Legendzie o samotnym jeźdźcu nie pojawił się w żadnym innym filmie.

## Obsada
- Klinton Spilsbury − John Reid/Samotny Jeździec
- Christopher Lloyd − major Bartholomew „Butch” Cavendish
- Michael Horse − Tonto
- Matt Clark − szeryf Wiatt
- Juanin Clay − Amy Striker
- Jason Robards − Ulysses S. Grant
- John Bennett Perry − kapitan Dan Reid
- John Hart − Lucas Striker
- Richard Farnsworth − Dziki Bill Hickok
- Buck Taylor − Robert Edward Gattlin
- Tom Laughlin − Neeley